# エディ・ヘルミ・アブドゥル・マナン
エディ・ヘルミ・アブドゥル・マナン（マレー語: Eddy Helmi Abdul Manan、1979年12月8日 - ）は、マレーシアのサッカー選手。元マレーシア代表。ポジションはMF。

## クラブ歴
ジョホールFCに長く在籍した選手の一人で、1997年に同クラブの下部組織に入団、2001年にトップチームに昇格してから2012年まで在籍した。その後はヌグリ・スンビランFAに2年間在籍し、2015年にサイム・ダービーFCに移籍した。

## 代表歴
2002年に行われたシンガポール代表戦で代表初出場を果たした。またU-23代表として2002年アジア競技大会にも参加した。A代表では東南アジアサッカー選手権に2002年と2007年に参加している。AFCアジアカップ2007にも出場したが、中国代表戦のみの出場に止まった。